# Prilepo
Prilepo (em grego:  Πρίλαπος) é uma cidade e município da Macedônia do Norte.

## Nome
Traduzido literalmente do búlgaro para o português, o nome da cidade significa "Morcego".
Nome da cidade em diferentes idiomas:
- Albanês: Prilep
- Aromeno: Parleap
- Grego: Πρίλαπος, Prilapos
- Sérvio e Búlgaro: Прилеп, Prilep
- Turco: Pirlepe ou Perlepe

## Geografia
O município de Prilepo possui 1 675 km² e está localizado no norte da Pelagônia, no sul da Macedônia do Norte. A cidade de Prilepo é a sede do município.